# Музей науки і техніки
Музей науки і техніки — музей в Україні в місті Луцьк, де зібрано демонстрації фізичних явищ і приклади технічного прогресу. Перший музей такого виду в Україні[джерело?].

## Історія
Музей створений 2013 року в Луцьку і розташований в приміщенні спортивно-оздоровчого комплексу «Адреналін Сіті», що спільно з Комп'ютерною Академію «ШАГ» виступив його ініціатором та організатором. Музей створено з просвітницькою метою та метою популяризувати досягнення людства загалом. Завданням музею визначалося збереження майбутнім поколінням раритетних експонатів, що характеризують важливі етапи науково-технічного прогресу.
У рамках відкриття присутні мали змогу поспостерігати й за телемостом із представниками української команди з донецької філії Комп'ютерної Академії «ШАГ». Вони змоделювали рукавиці, що озвучують жестову мову і стали першою українською командою, яка виграла один з найпрестижніших ІТ-Чемпіонатів — міжнародний конкурс Microsoft Imagine Cup у найголовнішій категорії — Software Design. Крім того, їхній науковий доробок ввійшов в десятку кращих винаходів світу 2012 року (за версією журналу Тіmе).
Вітання з нагоди відкриття в Луцьку Музею технічного прогресу надіслав нобелівський лауреат професор Каліфорнійського університету Джордж Смут. У вітальному листі він зазначив: «Століття тому поштова кореспонденція прогресувала завдяки коням і кораблям, а тепер у нас є стільникові телефони та інтернет, що надають змогу людям зв'язуватися миттєво. Розвиток технічного прогресу відбувається все швидшими темпами. А тому такий Музей надасть можливість побачити минулі розробки і зрозуміти швидкий темп змін. У майбутньому зміни будуть менш помітні, оскільки це вже будуть нанотехнології і вимагатимуть спеціальних дисплеїв у музеях…».
У травні 2020 році на базі Музею технічного прогресу та Академії пізнання та розвитку «Робологікум» створено новий заклад — єдиний в Україні Музей науки і техніки. Його було також розташовано в комплексі «Адреналін Сіті», але в іншому приміщенні, яке раніше займало арт-кафе «Стоп Кадр».

## Експонати
У музеї діють кафедри (відділи): музична, архітектури та дизайну, світло-оптична, фізико-хімічна, військова, медична, геймінгу, історії технічного прогресу, фізики та механіки та інші. В межах Музею науки й техніки діє Музей промислового дизайну.
Колекція постійно збільшується, музей приймає експонати у подарунок. Музей розрахований на дорослих та дітей, яким цікаво буде ознайомитися з історією винаходів людства та на власні очі побачити найяскравіші зразки технічного прогресу. Крім того, екскурсовод музею демонструє відвідувачам роботу приладів.